# Villaquirán de la Puebla
Villaquirán de la Puebla község Spanyolországban, Burgos tartományban. Villaquirán de la Puebla Iglesias, Los Balbases, Castrojeriz és Hontanas községekkel határos. Lakosainak száma 46 fő (2024).

## Népesség
A település népessége az utóbbi években az alábbiak szerint változott:
| Lakosok száma | 62   | 57   | 50   | 52   | 51   | 44   | 52   | 45   | 48   | 46   |
|               | 2001 | 2004 | 2006 | 2009 | 2011 | 2014 | 2016 | 2019 | 2021 | 2024 |